# Akmal Shaikh
Pour les articles homonymes, voir Shaikh.
Akmal Shaikh, né le 5 avril 1956 au Pakistan (en Asie) et mort le 29 décembre 2009 à Ürümqi, était un citoyen britannique, souffrant de troubles mentaux, arrêté pour trafic de drogue en République populaire de Chine en septembre 2007 et condamné à mort en octobre 2008. Il a été exécuté dans la nuit du 28 au 29 décembre 2009. C’est le premier citoyen d'un pays européen exécuté en Chine depuis Antonio Riva en 1951.

## Condamnation et exécution
Originaire de Londres, Shaikh fut arrêté à Ürümqi transportant avec lui 4 kg d’héroïne. Il déclara n’avoir aucune connaissance de la drogue trouvée en sa présence, mais fut jugé coupable par le Tribunal populaire intermédiaire d’Ürümqi et condamné à la peine de mort le 29 octobre 2008. Il fit appel ; son procès en appel devait débuter le 26 mai 2009. Le Foreign Office déclara à cette occasion maintenir à son sujet une discussion avec les autorités chinoises « au plus haut niveau », afin de tenter d’éviter que Shaikh ne soit exécuté. À la suite de deux rejets le verdict a été annoncé en octobre 2009.  Le code pénal chinois prévoit la peine de mort pour le trafic de plus de 50 grammes d’héroïne. La Cour populaire suprême de Chine a approuvé le verdict et décrit son crime comme extrêmement grave.
Selon l’organisation Reprieve, Shaikh souffrait de trouble bipolaire. L’organisation affirme que les tribunaux chinois n’ont pas permis au détenu d’avoir accès à un psychiatre mais la Cour populaire suprême de Chine a rejeté cette assertion à défaut de documents qui puissent prouver des troubles psychiques pour lui ou un membre quelconque de sa famille.

## Réactions internationales
Le premier ministre britannique Gordon Brown a sévèrement condamné cette exécution,,. L’Union européenne ainsi que la République française par le biais de son ministre des affaires étrangères ont vivement réagi à l’exécution du ressortissant britannique.